# Зубач Олександр Лукашович
Олександр Лукашович Зубач (2 жовтня 1980, Ворокомле — 19 грудня 2022, Бахмутський напрямок) — військовий льотчик, підполковник ЗСУ. Учасник російсько-української війни.

## Біографія
Народився 2 жовтня 1980 році в селі Ворокомле Камінь-Каширського району Волинської області. Після закінчення школи вступив до Васильківського коледжу повітряних сил ЗСУ (1997—2001). Після навчання одружився, у 2002 році народилася донька. Проходив службу в 16-й окремій бригаді армійської авіації «Броди». Брав участь у миротворчих операціях з підтримки та безпеки в ДР Конго та в Республіці Ліберії. У 2014 році брав участь в зоні АТО на сході України. З початком російсько-української війни 24 лютого 2022 року виконував завдання на вертольоті Мі-8, завдяки мужності й героїзму знищив велику та живу силу противника.
Загинув 19 грудня 2022 року при виконанні бойового завдання з екіпажем на Бахмутському напрямку.
Похований 27 грудня 2022 року в місті Броди на Львівщині.
У нього залишилися батьки, дружина, донька, син, сестра і брат.

## Нагороди
- Орден Богдана Хмельницького ІІІ ступеня (23 лютого 2023, посмертно) — за особисту мужність і самовідданість, виявлені у захисті державного суверенітету та територіальної цілісності України, вірність військовій присязі [3]
- медаль за 10 років ЗСУ(2001),
- медаль за 20 років ЗСУ(2006),
- медаль за сумлінну службу 3 ступеня (2013),
- медаль за 15 років сумлінної служби,
- медаль за 20 років сумлінної служби,
- нагрудний знак учасник АТО,
- Відзнака Президента за організацію АТО,
- Нагрудний знак за зразкову службу МОУ.